# Хестрин-Лернер, Сара
Сара Хестрин-Лернер (ивр. שרה הסטרין-לרנר‎, 1 мая 1918, Виннипег — 18 ноября 2017) — израильский физиолог канадского происхождения.

## Биография
Хестрин-Лернер родилась в Виннипеге, Манитоба, Канада, в мае 1918 года. В 1932 году, в возрасте 14 лет она эмигрировала со своими родителями в тогдашнюю британскую Палестину (ныне Израиль). Она изучала зоологию и получила докторскую степень по патологической физиологии в Еврейском университете в Иерусалиме. Она умерла в ноябре 2017 года в возрасте 99 лет.

## Награды
В 1955 году Хестрин-Лернер была удостоена Премии Израиля в области медицины. Брат Хестрин-Лернер, Шломо Хестрин, также был удостоен Премии Израиля в области точных наук в 1957 году.